# Rue de Courtrai
La rue de Courtrai est une rue de Lille, dans le Nord, en France. 

## Situation et accès
Située dans le quartier du Vieux-Lille, la rue de Courtrai prolonge la rue de Gand qui rejoint l'extrémité de la place aux Bleuets. Elle est délimitée par la rue du Pont-à-Raismes et la rue Maugré.

## Origine du nom
La rue tire son nom de la route de Lille qui mène à Courtrai qui est aussi celle qui conduit à Gand.

## Historique
La rue qui tire son nom de la route de Lille à Courtrai, parmi les trois plus anciennes au départ de Lille existant au XIe siècle avec celles vers Ypres par la rue de la Monnaie et vers Valenciennes par la rue de la Cordwannerie (actuelle rue Pierre-Mauroy). Cette voie quittait la ville intra-muros par l'ancienne porte de Courtrai située à l'angle de la rue Saint-Jacques et de la rue des Tours et parcourait le faubourg de Courtrai qui existait au XIIIe siècle à l'extérieur de la ville fortifiée.
Son tracé fut modifié au début du XIVe siècle lors de l'édification du château de Courtrai dont elle suivait le fossé extérieur à l'enceinte dans le prolongement de la rue Saint-Jacques. La rue actuelle qui longe le fossé du rempart de l'ancien château fait suite au démantèlement de ce château en 1577 et à l'agrandissement de la ville de 1617 qui reporta les fortifications de cette porte à l'actuelle porte de Gand englobant le terrain de cet ouvrage. Ce fossé devint le canal du pont de Flandre recouvert à la fin du XIXe siècle qui s'écoulait entre la rue des Tours et la rue de Courtrai.

## Description
La rue à double sens de circulation de moyenne importante est bordée de maisons et d'un hôtel.

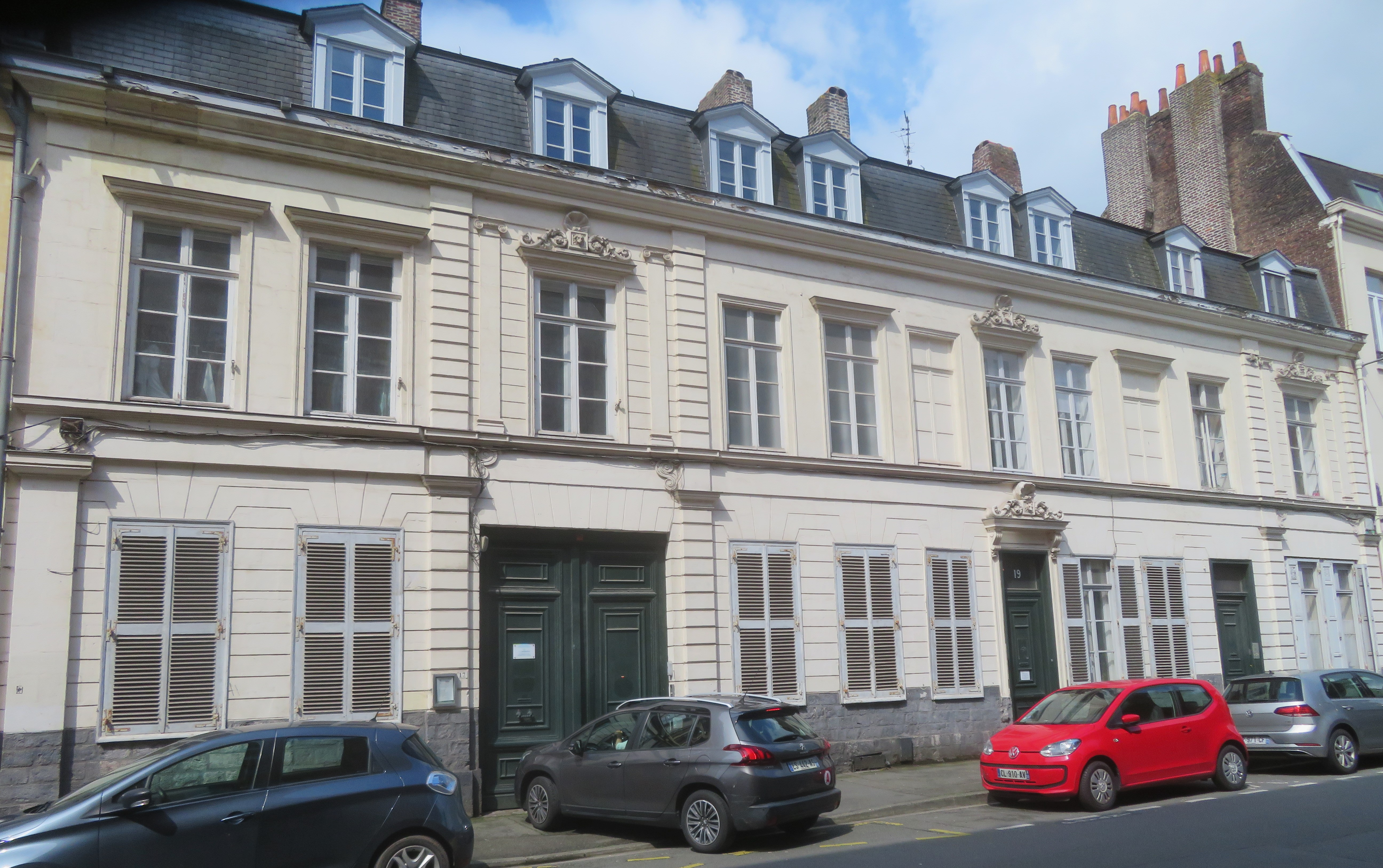
Ancien hôtel particulier
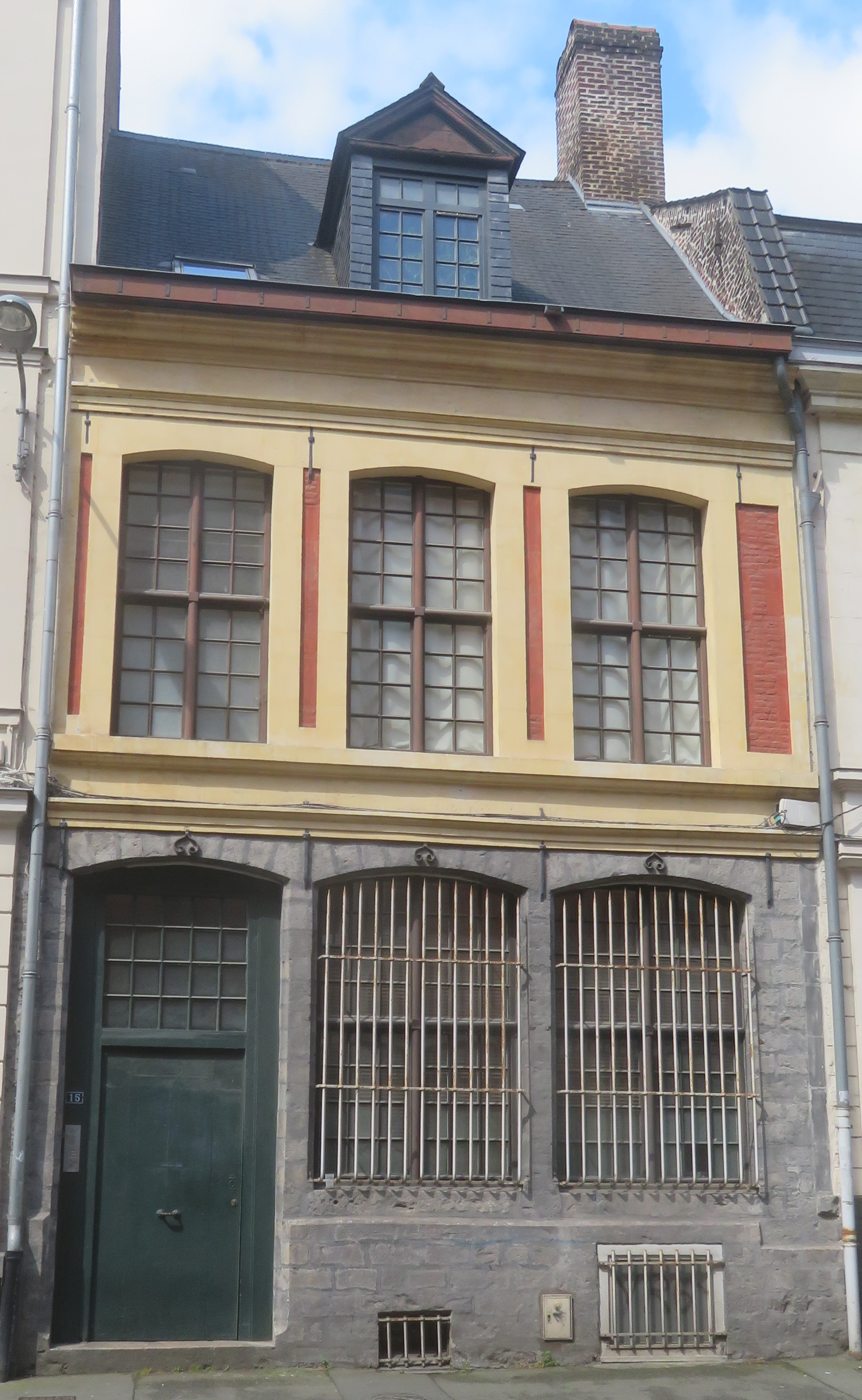
Maison  fin XVIIe siècle ou début XVIIIe siècle au numéro 15

## Bâtiments remarquables et lieux de mémoire
- La rue abrite le siège de la Direction régionale des douanes et droits indirects [3]